# Cernița (rejon Florești)
Cernița – miejscowość i gmina w Mołdawii, w rejonie Florești. W 2014 roku liczyła 890 mieszkańców.